# Андрес Понсе
Андрес Фабіан Понсе Нуньєс (ісп. Andrés Fabián Ponce Núñez; нар. 11 листопада 1996, Маракайбо, Венесуела) — венесуельський футболіст, нападник данського клубу «Вайле» та національної збірної Венесуели.

## Клубна кар'єра

### Початок кар'єри у Венесуелі
Син колумбійського вуличного торговця, народився в муніципалітеті Ла-Каньяда-де-Урданета, який належить до столичного міста Маракайбо. Вихованець юнацьких команд «Ель Дабласо» (2004—2008), «Уніон Атлетіко» (Маракайбо) (2008—2012) і «Депортіво Тачира» з 2012 року. 27 січня 2013 року, у віці 16 років, дебютував у Прімера Дивізіоні, вийшов на поле в стартовому складі переможного (1:0) поєдинку проти «Яракуяноса». У сезоні 2012/13 років зіграв ще 6 матчів та ще 3 поєдинки наступного сезону.
У липні 2014 року перейшов в оренду до «Льянероса», який також грав у Прімера Дивізіоні; у футболці Вердіазулесі дебютував 10 серпня в Акарігуа в матчі проти «Португеси».

### «Ольяненсе»
29 січня 2015 року відданий в оренду португальському «Ольяненсе» з Сегунда-Ліги; трансфер відбувся за схваленням «Сампдорії», яка після того, як закінчиться кількість місць, доступних для громадян без громадянства країн ЄС, залишила гравця на «Леоеш де Ольяо» до 30 червня 2016 року, зберігаючи контроль за собою трансферні права на гравця. Наступного 14 лютого дебютував у футболці «россонері» в матчі проти «Спортінга» (Ковільян) (0:0); свій перший м'яч забив у ворота клубу «Орієнтала» (Лісабон) 1 березня 2015 року, через дві хвилини після виходу на поле під час перерви. За 7 місяців у Португалії провів 18 матчів, відзначився 1 голом.

### Виступи в Прімавері за «Сампдорію» та оренда в «Лугано»
31 серпня 2015 року «Сампдорія» оформляє остаточну покупку й Андрес залишає Португалію, щоб відправитися до Генуї, де виступав за команду в Прімавері. 26 вересня відзначився першим голом у футболці молодіжної команди «Дорії», переломивши результат матчу «Карпі»-«Сампдорія» (0:3). У молодіжній команді відзначився 24-ма голами в 25 матчах чемпіонату та Кубкуї Прімавери Італі, завдяки чому став найкращим бомбардиром вище вказаних турнірів.
14 травня 2016 року дебютував за першій команді в Серії А, замінивши Фабіо Квальяреллу на 85-й хвилині матчу проти «Ювентуса» (5:0).
1 серпня 2016 року, після нечисленних виступів за першу команду, відданий в оренду швейцарському «Лугано». Дев'ять днів по тому, 10 серпня, дебютував у Суперлізі, вийшов у стартовому складі в переможному (3:1) матчі проти «Сьйону». 13 серпня відзначився своїм першим голом за «Лугано», на 56-й хвилині переможного (3:0) поєдинку Кубку Швейцарії проти «Мутьє».

### «Ліворно» та «ФаральпіСало»
1 серпня 2017 року відправився в оренду до «Ліворно». 27 серпня у матчі проти «Гаворрано» дебютував за нову команду. 19 листопада у поєдинку проти «Ольбії 1905» відзначився першим голом за «Ліворно».
19 січня 2018 року, після 10 матчів та одним голом за «Ліворно», відправився в чергову оренду, до «ФаральпіСало». 27 січня у матчі проти «Фано» дебютував за новий клуб.

### Виступи в Росії
27 липня 2018 року перейшов до «Анжи». 6 серпня у програному (0:3) матчі проти «Уфи» дебютував у РПЛ Понсе вийшов на поле в стартовому складі, а на 71-й хвилині його замінив Апті Ах'ядов. 22 вересня у поєдинку проти московського «Динамо» забив своїм першим голом за «Анжи».
4 червня 2019 року проданий до «Ахмату».
16 жовтня 2020 року відданий в оренду «Ротору».
Після закінчення оренди повернувся в «Ахмат» й 7 серпня 2021 року розірвав контракт з клубом.

### «Вайле»
31 серпня 2021 року приєднався до данського клубу «Вайле».

## Кар'єра в збірній
У квітні 2013 року Андрес зі юнацькою збірною Венесуели (U-17) взяв участь у чемпіонаті Південної Америки (U-17), в якій у 8 матчах відзначився 7-ма голами, чим допоміг команді виграти срібні нагороди.
У листопаді 2014 року викликаний до молодіжної збірної Венесуели для участі в XXII Іграх країн Центральної Америки та Карибського басейну, в яких він провів 4 матчі, відзначився 4-ма голами: 2 голи — проти Гаїті та ще по одному голу у воротах Коста-Рики та Мексики.
У січні 2015 року взяв участь у молодіжному чемпіонаті Південної Америк в Уругваї, де провів три гри, але не відзначився жодним голом.

### Кар'єра в національній збірній
22 січня 2016 року вперше викликаний тренером національної збірної Венесуели Ноелем Санвісенте на товариський матч проти Коста-Рики, що відбувся 2 лютого в Баринасі. Дебютував у вище вказаному матчі на 54-й хвилині, замінивши Йохана Морено.
10 травня 2016 року він був включений до списку з 31 гравця, відібраного тренером Рафаелем Дудамелем для підготовки до наступного Кубку Америки, який відбудеться з 3 по 26 червня в Сполучених Штатах. 25 травня зіграв у товариському матчі проти збірної Панами (0:0). Однак його так і не викликали на Кубок Америки.

## Стиль гри
Правоногий гравець з чудовою статурою в поєднанні володінням хорошим ударом обома ногами; він добре грає на другому поверсі, і його важко закрити. Не дуже швидкий, але має хороший стартовий ривок.

## Статистика виступів

### Клубна
Станом на 23 листопада 2019
| Клуб                    | Сезон             | Ліга                | Ліга  | Ліга | Нац. кубок | Нац. кубок | Кубок ліги | Кубок ліги | Конт. кубок | Конт. кубок | Інші  | Інші | Загалом | Загалом |
| Клуб                    | Сезон             | Дивізіон            | Матчі | Голи | Матчі      | Голи       | Матчі      | Голи       | Матчі       | Голи        | Матчі | Голи | Матчі   | Голи    |
| ----------------------- | ----------------- | ------------------- | ----- | ---- | ---------- | ---------- | ---------- | ---------- | ----------- | ----------- | ----- | ---- | ------- | ------- |
| «Депортіво Тачира»      | 2012–13           | Прімера Дивізіон    | 7     | 0    | 0          | 0          | –          | –          | –           | –           | –     | –    | 7       | 0       |
| «Депортіво Тачира»      | 2013–14           | Прімера Дивізіон    | 3     | 0    | 0          | 0          | –          | –          | –           | –           | –     | –    | 3       | 0       |
| «Депортіво Тачира»      | Загалом           | Загалом             | 10    | 0    | 0          | 0          | -          | -          | -           | -           | -     | -    | 10      | 0       |
| «Льянерос» (оренда)     | 2014–15           | Прімера Дивізіон    | 9     | 2    | 0          | 0          | –          | –          | –           | –           | –     | –    | 9       | 2       |
| «Сампдорія»             | 2015–16           | Серія A             | 1     | 0    | 0          | 0          | –          | –          | –           | –           | –     | –    | 1       | 0       |
| «Сампдорія»             | 2016–17           | Серія A             | 0     | 0    | 0          | 0          | –          | –          | –           | –           | –     | –    | 0       | 0       |
| «Сампдорія»             | 2017–18           | Серія A             | 0     | 0    | 0          | 0          | –          | –          | –           | –           | –     | –    | 0       | 0       |
| «Сампдорія»             | Загалом           | Загалом             | 1     | 0    | 0          | 0          | -          | -          | -           | -           | -     | -    | 1       | 0       |
| «Ольяненсе» (оренда)    | 2014–15           | ЛігаПро             | 13    | 1    | –          | –          | 0          | 0          | –           | –           | –     | –    | 13      | 1       |
| «Ольяненсе» (оренда)    | 2015–16           | ЛігаПро             | 4     | 0    | –          | –          | 1          | 0          | –           | –           | –     | –    | 5       | 0       |
| «Ольяненсе» (оренда)    | Загалом           | Загалом             | 17    | 1    | 0          | 0          | 1          | 0          | -           | -           | -     | -    | 18      | 1       |
| «Лугано» (оренда)       | 2016–17           | Суперліга Швейцарії | 8     | 0    | 1          | 2          | –          | –          | –           | –           | –     | –    | 9       | 2       |
| «Ліворно» (оренда)      | 2017–18           | Серія C             | 8     | 1    | 1          | 0          | 2          | 0          | –           | –           | –     | –    | 11      | 1       |
| «ФеральпіСало» (оренда) | 2017–18           | Серія C             | 11    | 0    | 0          | 0          | 0          | 0          | –           | –           | 1     | 0    | 12      | 0       |
| «Анжи» (Махачкала)      | 2018–19           | Прем'єр-ліга Росії  | 27    | 5    | 1          | 0          | –          | –          | –           | –           | –     | –    | 28      | 5       |
| «Ахмат» (Грозний)       | 2019–20           | Прем'єр-ліга Росії  | 12    | 3    | 1          | 0          | –          | –          | –           | –           | –     | –    | 13      | 3       |
| Усього за кар'єру       | Усього за кар'єру | Усього за кар'єру   | 103   | 12   | 4          | 2          | 3          | 0          | 0           | 0           | 1     | 0    | 111     | 14      |

### У збірній

#### По матчах
| Дата       | Місто       | Господарі | Результат | Гості             | Турнір            | Голи | Примітки |
| ---------- | ----------- | --------- | --------- | ----------------- | ----------------- | ---- | -------- |
| 2-2-2016   | Баринас     | Венесуела | 1 – 0     | Коста-Рика        | товариський матч  | -    | 54'      |
| 25-5-2016  | Панама      | Панама    | 0 – 0     | Венесуела         | товариський матч  | -    |          |
| 3-6-2017   | Санді       | США       | 1 – 1     | Венесуела         | товариський матч  | -    | 90+3'    |
| 8-6-2017   | Бока-Ратон  | Еквадор   | 1 – 1     | Венесуела         | товариський матч  | -    | 55'      |
| 16-10-2018 | Барселона   | ОАЕ       | 0 – 2     | Венесуела         | товариський матч  | 1    | 72'      |
| 14-10-2019 | Каракас     | Венесуела | 2 – 0     | Тринідад і Тобаго | товариський матч  | -    | 78'      |
| 9-10-2020  | Барранкілья | Колумбія  | 3 – 0     | Венесуела         | Відбір до ЧС 2022 | -    | 67'      |
| Усього     |             | Матчів    | 7         |                   | Голів             | 1    |          |

#### Забиті м'ячі
Рахунок та результат збірної Венесуели вказано на перше місце.
| №  | Дата           | Місце                                                        | Суперник | Рахунок | Результат | Змагання         |
| -- | -------------- | ------------------------------------------------------------ | -------- | ------- | --------- | ---------------- |
| 1. | 16 жовтня 2018 | Олімпійський стадіон ім. Люїса Кумпаньша, Барселона, Іспанія | ОАЕ      | 2–0     | 2–0       | Товариський матч |

## Досягнення

### Індивідуальні
- Найкращий бомбардир Прімавери Італії (1): 2015/16[25]

### У збірній
- Кубок Кірін
  -  Володар (1): 2019[26][27]